# Extraliga słowacka w piłce siatkowej mężczyzn (2021/2022)
Extraliga słowacka w piłce siatkowej mężczyzn 2021/2022 (oficjalna nazwa Niké Extraliga mužov 2021/2022) − 30. sezon mistrzostw Słowacji w piłce siatkowej zorganizowany przez Słowacki Związek Piłki Siatkowej (Slovenská Volejbalová Federácia, SVF). Zainaugurowany został 25 września 2021 roku.
W extralidze w sezonie 2021/2022 uczestniczyło 7 drużyn. Przed sezonem z rozgrywek wycofał się VK KDS Šport Košice. Rozgrywki obejmowały fazę zasadniczą oraz fazę play-off składającą się z ćwierćfinałów, meczów o 5. miejsce, półfinałów, meczów o 3. miejsce oraz finałów.
Po raz drugi mistrzem Słowacji został klub Rieker UJS Komárno, który w finałach fazy play-off pokonał VK Mirad UNIPO Prešov. Trzecie miejsce zajął klub TJ Spartak Myjava.
MVP sezonu wybrany został Peter Mlynarčík.
29 listopada 2021 roku sponsorem tytularnym rozgrywek zostało przedsiębiorstwo bukmacherskie Niké.

## System rozgrywek
Rozgrywki o mistrzostwo Słowacji w sezonie 2021/2022 składały się z fazy zasadniczej i fazy play-off.

### Faza zasadnicza
W fazie zasadniczej 7 drużyn rozegrało między sobą po trzy spotkania. Dwie najlepsze drużyny fazy zasadniczej uzyskały bezpośredni awans do półfinałów fazy play-off, zespoły z miejsc 3-6 natomiast rywalizowały w ćwierćfinałach fazy play-off.
ŠŠ volejbal Trenčín niezależnie od osiągniętych wyników uczestniczył wyłącznie w fazie zasadniczej i nie podlegał ostatecznej klasyfikacji.

### Faza play-off
Faza play-off składała się z ćwierćfinałów, meczów o 5. miejsce, półfinałów, meczów o 3. miejsce i finałów.
Ćwierćfinały

Pary ćwierćfinałowe powstały na podstawie miejsc zajętych przez poszczególne drużyny w fazie zasadniczej według klucza: 3-6; 4-5. Rywalizacja toczyła się do dwóch zwycięstw ze zmianą gospodarza po każdym meczu. Gospodarzem pierwszego meczu była drużyna, która w fazie zasadniczej zajęła wyższe miejsce. Zwycięzcy w parach awansowali do półfinałów, przegrani natomiast grali o 5. miejsce.
Mecze o 5. miejsce

Rywalizacja o 5. miejsce toczyła się na tych samych zasadach co w ćwierćfinałach.
Półfinały

Pary półfinałowe powstały według klucza: 
- zwycięzca fazy zasadniczej – zwycięzca w ćwierćfinałowej parze 4-5;
- drużyna z 2. miejsca w fazie zasadniczej – zwycięzca w ćwierćfinałowej parze 3-6.

Rywalizacja toczyła się do trzech zwycięstw ze zmianą gospodarza po każdym meczu. Gospodarzem pierwszego meczu była drużyna, która w fazie zasadniczej zajęła wyższe miejsce. Zwycięzcy w parach awansowali do finału, przegrani natomiast grali o 3. miejsce.
Mecze o 3. miejsce

Rywalizacja o 3. miejsce toczyła się na tych samych zasadach co w półfinałach.
Finały

Finały grane były w serii do czterech zwycięstw ze zmianą gospodarza po dwóch meczach. Gospodarzem dwóch pierwszych meczów była drużyna, która w fazie zasadniczej zajęła wyższe miejsce. Zwycięzca w parze finałowej zdobył tytuł mistrza Słowacji.

## Drużyny uczestniczące
| | Niké Extraliga 2021/2022 |   |        |
| --- | ------------------------ | - | ------ |
| KOM | Rieker UJS Komárno       | 1 | el. LM |
| MYJ | TJ Spartak Myjava        | 2 | Ch     |
| PRŠ | VK Mirad UNIPO Prešov    | 3 |        |
| BRA | VKP Bratislava           | 5 | Ch     |
| SVI | TJ Slávia Svidník        | 6 |        |
| PRV | VK OSMOS Prievidza       | 7 |        |
| TRČ | ŠŠ volejbal Trenčín      | 8 |        |
| Oznaczenia: - kolumna pierwsza – skróty nazw drużyn wpisane na mapie (jeśli ta została zamieszczona), - kolumna trzecia – miejsce zajęte przez daną drużynę w poprzednim sezonie. |                          |   |        |

Uwagi:
- VK KDS Šport Košice przed początkiem sezonu wycofał się z rozgrywek[3].

## Faza zasadnicza

### Tabela wyników
| Gospodarz \ Gość1     | KOM | MYJ | PRŠ | BRA | SVI | PRV | TRČ |
| --------------------- | --- | --- | --- | --- | --- | --- | --- |
| Rieker UJS Komárno    | -   | 3:1 | 3:1 | 3:1 | 3:0 | 3:0 | 3:0 |
| TJ Spartak Myjava     | 1:3 | -   | 0:3 | 3:0 | 3:1 | 3:0 | 3:0 |
| VK Mirad UNIPO Prešov | 3:1 | 1:3 | -   | 3:1 | 3:0 | 3:1 | 3:0 |
| VKP Bratislava        | 1:3 | 1:3 | 1:3 | -   | 2:3 | 3:0 | 3:0 |
| TJ Slávia Svidník     | 2:3 | 3:0 | 0:3 | 3:2 | -   | 3:0 | 3:0 |
| VK OSMOS Prievidza    | 0:3 | 0:3 | 0:3 | 0:3 | 0:3 | -   | 3:0 |
| ŠŠ volejbal Trenčín   | 0:3 | 0:3 | 0:3 | 0:3 | 0:3 | 0:3 | -   |

| Gospodarz \ Gość1     | KOM | MYJ | PRŠ | BRA | SVI | PRV | TRČ |
| --------------------- | --- | --- | --- | --- | --- | --- | --- |
| Rieker UJS Komárno    | -   | 3:2 | 2:3 | -   | -   | -   | 3:0 |
| TJ Spartak Myjava     | -   | -   | -   | -   | 3:1 | -   | 3:0 |
| VK Mirad UNIPO Prešov | -   | 3:1 | -   | 1:3 | 3:0 | 3:0 | 3:0 |
| VKP Bratislava        | 3:2 | 3:1 | -   | -   | -   | 3:0 | -   |
| TJ Slávia Svidník     | 3:1 | -   | -   | 1:3 | -   | 3:0 | -   |
| VK OSMOS Prievidza    | 1:3 | 0:3 | -   | -   | -   | -   | 3:2 |
| ŠŠ volejbal Trenčín   | -   | -   | -   | 0:3 | 0:3 | -   | -   |

Źródło: SVF – Data Project (słow.)
1 Drużyna gospodarzy jest wymieniona po lewej stronie tabeli.
Kolory:
  zwycięstwo gospodarzy 3:0 lub 3:1
  zwycięstwo gospodarzy 3:2
  zwycięstwo gości 3:0 lub 3:1
  zwycięstwo gości 3:2

### Tabela
| Lp. | Drużyna               | Mecze | Mecze | Mecze | Pkt | Rodzaj wyniku | Rodzaj wyniku | Rodzaj wyniku | Rodzaj wyniku | Rodzaj wyniku | Rodzaj wyniku | Sety | Sety | Sety  | Małe punkty | Małe punkty | Małe punkty |
| Lp. | Drużyna               | M     | W     | P     | Pkt | 3:0           | 3:1           | 3:2           | 2:3           | 1:3           | 0:3           | wyg. | prz. | stos. | zdob.       | str.        | stos.       |
| --- | --------------------- | ----- | ----- | ----- | --- | ------------- | ------------- | ------------- | ------------- | ------------- | ------------- | ---- | ---- | ----- | ----------- | ----------- | ----------- |
| 1   | VK Mirad UNIPO Prešov | 18    | 15    | 3     | 44  | 9             | 5             | 1             | 0             | 3             | 0             | 48   | 16   | 3     | 1513        | 1296        | 1.17        |
| 2   | Rieker UJS Komárno    | 18    | 14    | 4     | 42  | 6             | 6             | 2             | 2             | 2             | 0             | 48   | 22   | 2.18  | 1628        | 1375        | 1.18        |
| 3   | TJ Spartak Myjava     | 18    | 11    | 7     | 34  | 7             | 4             | 0             | 1             | 4             | 2             | 39   | 25   | 1.56  | 1471        | 1325        | 1.11        |
| 4   | VKP Bratislava        | 18    | 10    | 8     | 31  | 6             | 3             | 1             | 2             | 5             | 1             | 39   | 29   | 1.34  | 1526        | 1430        | 1.07        |
| 5   | TJ Slávia Svidník     | 18    | 10    | 8     | 29  | 7             | 1             | 2             | 1             | 3             | 4             | 35   | 29   | 1.21  | 1400        | 1363        | 1.03        |
| 6   | VK OSMOS Prievidza    | 18    | 3     | 15    | 8   | 2             | 0             | 1             | 0             | 2             | 13            | 11   | 47   | 0.23  | 1116        | 1379        | 0.81        |
| 7   | ŠŠ volejbal Trenčín   | 18    | 0     | 18    | 1   | 0             | 0             | 0             | 1             | 0             | 17            | 2    | 54   | 0.04  | 897         | 1383        | 0.65        |

Źródło: SVF – Data Project (słow.)
Punktacja: 3:0 i 3:1 – 3 pkt; 3:2 – 2 pkt; 2:3 – 1 pkt; 1:3 i 0:3 – 0 pkt
Zasady ustalania kolejności: 1. liczba zwycięstw; 2. liczba punktów; 3. stosunek setów; 4. stosunek małych punktów; 5. bilans w bezpośrednich meczach
     półfinał fazy play-off
     ćwierćfinał fazy play-off

## Faza play-off

### Drabinka
|  |              |                       |              |                    |              |   |   |                       |                    |                    |                    |                    |                    |                    |                    |                    |        |        |        |        |        |        |        |        |        |
|  | Ćwierćfinały | Ćwierćfinały          | Ćwierćfinały | Ćwierćfinały       | Ćwierćfinały |   |   | Półfinały             | Półfinały          | Półfinały          | Półfinały          | Półfinały          | Półfinały          | Półfinały          |                    |                    | Finały | Finały | Finały | Finały | Finały | Finały | Finały | Finały | Finały |
|  | Ćwierćfinały | Ćwierćfinały          | Ćwierćfinały | Ćwierćfinały       | Ćwierćfinały |   |   | Półfinały             | Półfinały          | Półfinały          | Półfinały          | Półfinały          | Półfinały          | Półfinały          |                    |                    | Finały | Finały | Finały | Finały | Finały | Finały | Finały | Finały | Finały |
|  |              |                       |              |                    |              |   |   |                       |                    |                    |                    |                    |                    |                    |                    |                    |        |        |        |        |        |        |        |        |        |
|  |              |                       |              |                    |              |   |   |                       |                    |                    |                    |                    |                    |                    |                    |                    |        |        |        |        |        |        |        |        |        |
|  |              |                       |              |                    |              |   |   |                       |                    |                    |                    |                    |                    |                    |                    |                    |        |        |        |        |        |        |        |        |        |
|  |              |                       |              |                    |              |   |   |                       |                    |                    |                    |                    |                    |                    |                    |                    |        |        |        |        |        |        |        |        |        |
|  |              |                       |              |                    |              |   |   |                       |                    |                    |                    |                    |                    |                    |                    |                    |        |        |        |        |        |        |        |        |        |
|  | 1            | VK Mirad UNIPO Prešov | 3            | 0                  | 3            | 3 |   |                       |                    |                    |                    |                    |                    |                    |                    |                    |        |        |        |        |        |        |        |        |        |
|  | 1            | VK Mirad UNIPO Prešov | 3            | 0                  | 3            | 3 |   |                       |                    |                    |                    |                    |                    |                    |                    |                    |        |        |        |        |        |        |        |        |        |
|  |              |                       | 5            | TJ Slávia Svidník  | 0            | 3 | 0 | 1                     |                    |                    |                    |                    |                    |                    |                    |                    |        |        |        |        |        |        |        |        |        |
|  | 4            | VKP Bratislava        | 5            | TJ Slávia Svidník  | 0            | 3 | 0 | 1                     | 1                  | 1                  |                    |                    |                    |                    |                    |                    |        |        |        |        |        |        |        |        |        |
|  | 4            | VKP Bratislava        |              |                    |              |   |   |                       |                    |                    |                    |                    |                    |                    |                    |                    |        |        |        |        |        |        |        |        |        |
|  | 5            | TJ Slávia Svidník     | 3            | 3                  |              |   |   |                       |                    |                    |                    |                    |                    |                    |                    |                    |        |        |        |        |        |        |        |        |        |
|  | 5            | TJ Slávia Svidník     | 3            | 3                  |              |   | 1 | VK Mirad UNIPO Prešov | 1                  | 1                  | 0                  | 2                  |                    |                    |                    |                    |        |        |        |        |        |        |        |        |        |
|  |              |                       |              |                    |              |   |   |                       |                    |                    |                    |                    |                    |                    |                    |                    |        |        |        |        |        |        |        |        |        |
|  |              |                       | 2            | Rieker UJS Komárno | 3            | 3 | 3 | 3                     |                    |                    |                    |                    |                    |                    |                    |                    |        |        |        |        |        |        |        |        |        |
|  |              |                       |              |                    |              | 3 | 3 | 3                     |                    |                    |                    |                    |                    |                    |                    |                    |        |        |        |        |        |        |        |        |        |
|  |              |                       |              |                    |              |   |   |                       |                    |                    |                    |                    |                    |                    |                    |                    |        |        |        |        |        |        |        |        |        |
|  |              |                       |              |                    |              |   |   |                       |                    |                    |                    |                    |                    |                    |                    |                    |        |        |        |        |        |        |        |        |        |
|  | 2            | Rieker UJS Komárno    | 3            | 3                  | 3            |   |   | Mecze o 3. miejsce    | Mecze o 3. miejsce | Mecze o 3. miejsce | Mecze o 3. miejsce | Mecze o 3. miejsce | Mecze o 3. miejsce | Mecze o 3. miejsce | Mecze o 3. miejsce | Mecze o 3. miejsce |        |        |        |        |        |        |        |        |        |
|  | 2            | Rieker UJS Komárno    | 3            | 3                  | 3            |   |   |                       |                    |                    | Mecze o 3. miejsce | Mecze o 3. miejsce | Mecze o 3. miejsce | Mecze o 3. miejsce | Mecze o 3. miejsce | Mecze o 3. miejsce |        |        |        |        |        |        |        |        |        |
|  |              |                       | 3            | TJ Spartak Myjava  | 1            | 1 | 0 |                       |                    |                    |                    |                    |                    |                    |                    |                    |        |        |        |        |        |        |        |        |        |
|  | 3            | TJ Spartak Myjava     | 3            | TJ Spartak Myjava  | 1            | 1 | 0 | 3                     | 3                  |                    |                    |                    |                    |                    |                    |                    |        |        |        |        |        |        |        |        |        |
|  | 3            | TJ Spartak Myjava     |              |                    |              |   |   |                       |                    |                    |                    | 3                  | TJ Spartak Myjava  | TJ Spartak Myjava  | TJ Spartak Myjava  | 3                  | 3      | 3      |        |        |        |        |        |        |        |
|  | 6            | VK OSMOS Prievidza    | 0            | 0                  |              |   |   |                       |                    |                    |                    | 3                  | TJ Spartak Myjava  | TJ Spartak Myjava  | TJ Spartak Myjava  | 3                  | 3      | 3      |        |        |        |        |        |        |        |
|  | 6            | VK OSMOS Prievidza    | 0            | 0                  |              |   | 5 | TJ Slávia Svidník     | TJ Slávia Svidník  | TJ Slávia Svidník  | 2                  | 1                  | 1                  |                    |                    |                    |        |        |        |        |        |        |        |        |        |
|  |              |                       |              |                    |              |   | 5 | TJ Slávia Svidník     | TJ Slávia Svidník  | TJ Slávia Svidník  | 2                  | 1                  | 1                  |                    |                    |                    |        |        |        |        |        |        |        |        |        |

|  |                   |                    |   |   |  |
|  | Mecz o 5. miejsce |                    |   |   |  |
|  |                   |                    |   |   |  |
|  |                   |                    |   |   |  |
|  |                   |                    |   |   |  |
|  | 4                 | VKP Bratislava     | 3 | 3 |  |
|  | 4                 | VKP Bratislava     | 3 | 3 |  |
|  | 6                 | VK OSMOS Prievidza | 0 | 0 |  |
|  | 6                 | VK OSMOS Prievidza | 0 | 0 |  |
|  |                   |                    |   |   |  |

### Ćwierćfinały
(do dwóch zwycięstw)
| Data                  | Godz.                 | Gospodarz             | Rezultat                         | Gość                   | Widzów                 | MVP                         |
| --------------------- | --------------------- | --------------------- | -------------------------------- | ---------------------- | ---------------------- | --------------------------- |
| TJ Spartak Myjava (3) | TJ Spartak Myjava (3) | TJ Spartak Myjava (3) | 2 – 0                            | (6) VK OSMOS Prievidza | (6) VK OSMOS Prievidza | (6) VK OSMOS Prievidza      |
| 05.03.2022            | 18:00                 | TJ Spartak Myjava     | 3:0 (25:11, 25:19, 25:20)        | VK OSMOS Prievidza     | 0                      | Tobias Viskup Tomáš Badáň   |
| 09.03.2022            | 18:00                 | VK OSMOS Prievidza    | 0:3 (17:25, 16:25, 14:25)        | TJ Spartak Myjava      | 0                      | Michal Kilian Tobias Viskup |
| VKP Bratislava (4)    | VKP Bratislava (4)    | VKP Bratislava (4)    | 0 – 2                            | (5) TJ Slávia Svidník  | (5) TJ Slávia Svidník  | (5) TJ Slávia Svidník       |
| 05.03.2022            | 19:00                 | VKP Bratislava        | 1:3 (22:25, 22:25, 25:20, 19:25) | TJ Slávia Svidník      | 350                    | Ján Tarabus Erik Gulák      |
| 09.03.2022            | 17:00                 | TJ Slávia Svidník     | 3:1 (25:20, 23:25, 25:21, 25:19) | VKP Bratislava         | 150                    | Erik Gulák Ľuboš Kostoláni  |

### Mecze o 5. miejsce
(do dwóch zwycięstw)
| Data               | Godz.              | Gospodarz          | Rezultat                  | Gość                   | Widzów                 | MVP                         |
| ------------------ | ------------------ | ------------------ | ------------------------- | ---------------------- | ---------------------- | --------------------------- |
| VKP Bratislava (4) | VKP Bratislava (4) | VKP Bratislava (4) | 2 – 0                     | (6) VK OSMOS Prievidza | (6) VK OSMOS Prievidza | (6) VK OSMOS Prievidza      |
| 19.03.2022         | 16:00              | VKP Bratislava     | 3:0 (25:11, 25:19, 25:20) | VK OSMOS Prievidza     | 60                     | Daniel Stríž Matúš Krajčo   |
| 25.03.2022         | 18:00              | VK OSMOS Prievidza | 0:3 (12:25, 15:25, 16:25) | VKP Bratislava         | 0                      | Tomáš Badáň Daouda Yacoubou |

### Półfinały
(do trzech zwycięstw)
| Data                      | Godz.                     | Gospodarz                 | Rezultat                         | Gość                  | Widzów                | MVP                             |
| ------------------------- | ------------------------- | ------------------------- | -------------------------------- | --------------------- | --------------------- | ------------------------------- |
| VK Mirad UNIPO Prešov (1) | VK Mirad UNIPO Prešov (1) | VK Mirad UNIPO Prešov (1) | 3 – 1                            | (5) TJ Slávia Svidník | (5) TJ Slávia Svidník | (5) TJ Slávia Svidník           |
| 16.03.2022                | 17:00                     | VK Mirad UNIPO Prešov     | 3:0 (25:20, 25:21, 25:22)        | TJ Slávia Svidník     | 241                   | Patrik Lamanec Martin Sopko mł. |
| 19.03.2022                | 17:00                     | TJ Slávia Svidník         | 3:0 (25:23, 25:18, 31:29)        | VK Mirad UNIPO Prešov | 200                   | Branislav Skasko Michal Ščerba  |
| 23.03.2022                | 17:30                     | VK Mirad UNIPO Prešov     | 3:0 (25:16, 25:21, 25:12)        | TJ Slávia Svidník     | 310                   | Peter Porubský Branislav Skasko |
| 26.03.2022                | 17:00                     | TJ Slávia Svidník         | 1:3 (19:25, 25:18, 14:25, 18:25) | VK Mirad UNIPO Prešov | 200                   | Marián Vitko Ján Jendrejčák     |
| Rieker UJS Komárno (2)    | Rieker UJS Komárno (2)    | Rieker UJS Komárno (2)    | 3 – 0                            | (3) TJ Spartak Myjava | (3) TJ Spartak Myjava | (3) TJ Spartak Myjava           |
| 16.03.2022                | 18:00                     | Rieker UJS Komárno        | 3:1 (19:25, 26:24, 25:23, 25:19) | TJ Spartak Myjava     | 0                     | Peter Mlynarčík Patrik Pokopec  |
| 19.03.2022                | 17:30                     | TJ Spartak Myjava         | 1:3 (25:14, 19:25, 23:25, 25:27) | Rieker UJS Komárno    | 0                     | Filip Mačuha Balász Forró       |
| 23.03.2022                | 19:00                     | Rieker UJS Komárno        | 3:0 (25:18, 25:19, 25:20)        | TJ Spartak Myjava     | 0                     | Maroš Kasperkevič Filip Mačuha  |

### Mecze o 3. miejsce
(do trzech zwycięstw)
| Data                  | Godz.                 | Gospodarz             | Rezultat                                | Gość                  | Widzów                | MVP                           |
| --------------------- | --------------------- | --------------------- | --------------------------------------- | --------------------- | --------------------- | ----------------------------- |
| TJ Spartak Myjava (3) | TJ Spartak Myjava (3) | TJ Spartak Myjava (3) | 3 – 0                                   | (5) TJ Slávia Svidník | (5) TJ Slávia Svidník | (5) TJ Slávia Svidník         |
| 16.04.2022            | 18:00                 | TJ Spartak Myjava     | 3:2 (23:25, 26:28, 25:12, 25:22, 15:12) | TJ Slávia Svidník     | 320                   | Peter Barták Branislav Skasko |
| 20.04.2022            | 17:00                 | TJ Slávia Svidník     | 1:3 (16:25, 23:25, 25:15, 18:25)        | TJ Spartak Myjava     | 200                   | Martin Sopko mł. Matúš Konc   |
| 22.04.2022            | 18:00                 | TJ Spartak Myjava     | 3:1 (25:14, 25:15, 22:25, 25:19)        | TJ Slávia Svidník     | 510                   | Erik Watzka Erik Gulák        |

### Finały
(do czterech zwycięstw)
| Data                      | Godz.                     | Gospodarz                 | Rezultat                               | Gość                   | Widzów                 | MVP                                |
| ------------------------- | ------------------------- | ------------------------- | -------------------------------------- | ---------------------- | ---------------------- | ---------------------------------- |
| VK Mirad UNIPO Prešov (1) | VK Mirad UNIPO Prešov (1) | VK Mirad UNIPO Prešov (1) | 0 – 4                                  | (2) Rieker UJS Komárno | (2) Rieker UJS Komárno | (2) Rieker UJS Komárno             |
| 16.04.2022                | 18:30                     | VK Mirad UNIPO Prešov     | 1:3 (11:25, 25:23, 14:25, 21:25)       | Rieker UJS Komárno     | 350                    | Martin Sopko st. František Ogurčák |
| 17.04.2022                | 16:00                     | VK Mirad UNIPO Prešov     | 1:3 (25:22, 18:25, 16:25, 18:25)       | Rieker UJS Komárno     | 420                    | Miroslav Baslar Peter Mlynarčík    |
| 23.04.2022                | 19:00                     | Rieker UJS Komárno        | 3:0 (25:22, 25:23, 25:22)              | VK Mirad UNIPO Prešov  | 750                    | Martin Turis Peter Porubský        |
| 24.04.2022                | 19:30                     | Rieker UJS Komárno        | 3:2 (23:25, 25:16, 23:25, 28:26, 15:9) | VK Mirad UNIPO Prešov  | 800                    | František Ogurčák Martin Sopko st. |

## Klasyfikacja końcowa
| Poz. | Drużyna               |
| ---- | --------------------- |
| 1.   | Rieker UJS Komárno    |
| 2.   | VK Mirad UNIPO Prešov |
| 3.   | TJ Spartak Myjava     |
| 4.   | TJ Slávia Svidník     |
| 5.   | VKP Bratislava        |
| 6.   | VK OSMOS Prievidza    |
| —    | ŠŠ volejbal Trenčín   |

## Drużyna sezonu
| Pozycja                  | Zawodnik          | Klub                  |
| ------------------------ | ----------------- | --------------------- |
| Najlepszy zawodnik (MVP) | Peter Mlynarčík   | Rieker UJS Komárno    |
| Najlepszy rozgrywający   | Peter Porubský    | VK Mirad UNIPO Prešov |
| Najlepsi przyjmujący     | František Ogurčák | Rieker UJS Komárno    |
| Najlepsi przyjmujący     | Michal Ščerba     | VK Mirad UNIPO Prešov |
| Najlepsi środkowi        | Filip Mačuha      | TJ Spartak Myjava     |
| Najlepsi środkowi        | Emanuel Kohút     | Rieker UJS Komárno    |
| Najlepszy atakujący      | Peter Mlynarčík   | Rieker UJS Komárno    |
| Najlepszy libero         | Marián Vitko      | TJ Slávia Svidník     |

Źródło: 